# 大雪山林場
大雪山林場，全名是大雪山示範林區大雪山林場，是早期臺灣的林場之一，位於臺中市和平區，在戰後才有開採紀錄，但因為臺灣林業沒落，而轉型為現在的大雪山國家森林遊樂區。
大雪山林場亦是台灣第一個完全使用林道運輸的林場，改變了以往以鐵路、索道為主的運輸型態。

## 設立沿革
戰後政府積極開發臺灣之林業，開發具有潛力的林地，大雪山森林擁有豐富的林業資源，卻一直沒有付諸行動加以開發。直至1953年全省林務會議時，決定將大雪山的開發，交由林產管理局專案辦理。1955年成立大雪山開發專案小組，開始對大雪山進行一連串的專案調查，1956年台灣省政府將大雪山林區做為一個示範林區，並將原屬林務局之八仙山事業區與大甲溪事業區轄內所屬之117個林班地，劃歸為大雪山示範林區，並於1958年11月17日正式成立「台灣大雪山林業股份有限公司」（後簡稱大雪山林業公司）專責經營。

## 大雪山林業公司
大雪山林業公司是一個專屬之單位，不同於當時林業主管機關（林產管理局與林務局）。。政府設立大雪山林業公司，主要的資本與技術皆是在美國的援助下，當時整個園區共有500餘公頃，其中50公頃做為大型森林工業廠區，並設置鋸木廠、木材防腐工廠、針葉樹木乾燥室、闊葉樹乾餾廠等。大雪山林業公司的設立，代表臺灣林業經濟的轉型，由單純的伐木轉變成工業化與企業化的具體象徵。，原屬於臺灣省政府之營業機構，於1959年5月開始營業，1969年開始受到林務局監督，1974年歸併於大雪山示範林區管理處，直至1986年結束營業，期間共生產原木2,472,506立方公尺。

## 大雪山製材廠
為因應從大雪山林區大量砍伐的原木，大雪山林業公司於1964年設立專屬之製材廠，廠內之設計與機械採用美國系統，與過去傳統的日式風格不同，花費大量經費引進最新的技術，似乎是要擺脫過去日本在台灣林業所造成的影響。製材廠在加工處理木材時，不論是鏈鋸伐木造材、高曳集材、聯車運材、批量製材等，皆採用機械化操作。當時製材廠年鋸原木有十萬立方公尺，廠房幾乎是沒有休息的機會。然而風光的時間總是特別快，大雪山製材廠運轉十年，期間產生許多問題，如上游產業與下游產業無法結合，美式機械製材作業產生的廢材量太大，以及製材廠本身的經營管理問題，種種因素使得製材廠於1973年劃下句點，轉型為「東勢林業文化園區」。

## 影響

「東勢林業文化園區」生態池

大雪山林業公司原本期望變成臺灣林業之領導者，並投入大量資金，希望將林業做一個轉型，並且將臺中市東勢區變成一個林業重鎮，在設計初期原本認為大雪山的森林資源可開採七十至八十年，卻因砍伐過快，只花了二十年就已經枯竭。雖然大雪山林業沒落的速度相當快，但民國五十至六十年代，大雪山林業公司營運期間，卻創造許多就業機會，吸引本地的客家與原住民族群就業，外地來的閩南人亦為數不少，然而大雪山林業公司與大雪山製材廠裡的重要幹部，許多是由退輔會轉任而來，形成一個退役軍人主導的組織。對於人員的任用以及公司的經營，不同族群往往有著不同意見，許多福利被少數人把持在當時亦引起許多非議。然經過時代變遷，當地的林業已經沒落，轉變成一個以休閒旅遊為主的觀光化的森林遊樂區，原本遠離家鄉前往大雪山工作的遊子，不少已經落地生根，成為當地的住民，不同族群聚集在一起所成形的文化，亦是大雪山林業發展所遺留的歷史之一。